# Tarō Gomi
Tarō Gomi (五味 太郎, Gomi Tarō, né à Chōfu le 20 août 1945) est un des plus prolifiques écrivains et illustrateurs japonais de littérature d'enfance et de jeunesse. Il a publié plus de 400 livres au Japon et ses créations sont traduites dans de nombreuses langues.
Il écrit aussi des chansons pour de nombreux spectacles pour enfants tels que DanDanDanDan (だんだんだんだん) en 1987.

## Quelques albums traduits en français
- A chacun sa crotte, Télédition, 1989
  - réédité sous le titre On fait tous caca
- C'est quoi ? , Grandir, 1991
- Le crocodile et le dentiste, aïe, aïe, aïe , Grandir, 1991
- Le printemps est là , Milan, 1991
- Qui suis-je, Grandir, 1991
- Chante, petit oiseau !, Mango jeunesse, 2004
- Je te l'avais bien dit !, Mango jeunesse, 2004
- Monsieur lapin n'y comprend rien , Éd. le Baron perché, 2010
- Les bonnes manières, traduit du japonais par Aurélien Estager, Autrement, 2013
- Sais-tu compter ?, Picquier, 2014
- Mon corps et ses petits caprices, nobi nobi !, 2015
- Enfin avec ma mamie ! , traduit du japonais par Fédoua Lamodière, Nobi Nobi, 2018
- Qu'est-ce que Tata mijote ? , traduit du japonais par Fédoua Lamodière, Nobi nobi, 2020